# مارتین مریتا ایکس-۲۴بی
مارتین مریتا ایکس-۲۴بی (به انگلیسی: Martin Marietta X-24B) یک هواگرد ساختِ کارخانهٔ مارتین مریتا است . نخستین استفاده‌کنندهٔ این هواگرد نیروی هوایی ایالات متحده آمریکا بوده‌است. این هواگرد برای نخستین بار در ۱ اوت ۱۹۷۳ میلادی مورد استفاده قرار گرفت.